# Clara Moores
Clara Moores Payson (27 de julio de 1896 – 21 de enero de 1986), nacida Clara Munchhoff, fue una actriz de teatro estadounidense.

## Primeros años
Clara Louise Munchhoff nació en Omaha, Nebraska en 1898, hija de Joseph W. Munchhoff y Mate (o May Etta) Cannon Munchhoff. Su padre era propietario de una feria ambulante. Su madre participó activamente en el movimiento sufragista y su abuelo Frank E. Moores, fue un controvertido alcalde de Omaha. Adoptó el apellido de su padrastro, el ferroviario Harry E. Moores, después de que su madre se volviera a casar en 1909. Se crio en Seattle, se graduó en el Broadway High School y estudió en la Universidad de Washington.

## Carrera
Moores actuó en teatro, empezando en la universidad, y más tarde principalmente en Boston y en Broadway, con papeles en Madame X, Under Cover, A Cure for Curables (1918), His Majesty Bunker Bean, Dangerous Years, Lilies of the Field, Shavings (1920), Pot Luck (1921), Common Clay, Cobra (1924) y The Circle.
En su época, Moores era considerada una belleza con estilo. Los trajes que llevaba en escena se describían con todo detalle. Como publicidad de Shavings, fue fotografiada con sombreros hechos de virutas de madera. En 1920, escribió una columna de consejos de belleza sobre brazos atractivos, para su distribución en periódicos.
Durante la Segunda Guerra Mundial, Moores (que entonces se llamaba Payson) organizó espectáculos de vodevil para los soldados destinados en Seattle.

## Vida personal
Moores se convirtió en la segunda esposa del escritor, editor y redactor William Farquhar Payson en 1927. Su marido murió en 1939; ella falleció en Seattle en 1986, a los 89 años.